# Kolkunte, Davanagere
Kolkunte là một làng thuộc tehsil Davanagere, huyện Davanagere, bang Karnataka, Ấn Độ.